# يو إف سي ليلة القتال: رودريغيز ضد بن
يو إف سي ليلة القتال: رودريغيز ضد بن (بالإنجليزية: UFC Fight Night: Rodríguez vs. Penn)‏ هو حدث لفنون القتال المختلطة نظمته يو إف سي، أُقيم في 15 يناير 2017، على مركز البصمة في فينيكس، أريزونا، الولايات المتحدة.